# Ernst Ammann (Bühnenbildner)
Ernst Ammann (* 11. Oktober 1928 in Augsburg; † 1. Januar 1982) war ein deutscher Bühnenbildner und Schauspieler.

## Leben
Ammann studierte in München Bühnenbild. Eine erste Anstellung fand er als Ausstattungsassistent am Staatstheater Stuttgart. Ab 1958 arbeitete er als Bühnenbildner am Landestheater Tübingen. Erst nach seinem Wechsel ans Reutlinger Theater wandte er sich auch dem Schauspiel zu, wobei er meist komische Rollen verkörperte. Eine weitere Theaterstation war Ulm, wo er sowohl als Schauspieler als auch als Ausstattungsleiter in Erscheinung trat.
Einem breiten Publikum wurde Ammann durch seine Arbeit für die Augsburger Puppenkiste bekannt. Hierfür entwarf er nicht nur die Fernsehausstattung, sondern lieh auch zahlreichen Figuren seine Stimme. So sprach er beispielsweise Schusch den Schuhschnabel in Urmel aus dem Eis, den Roten Heini in Bill Bo und seine Kumpane, den Klamotte in Kli-Kla-Klawitter und das böse Erdmännchen Querro in Kleiner König Kalle Wirsch.
Ernst Ammann starb nach längerer schwerer Krankheit am Neujahrstag 1982 im Alter von 53 Jahren.

## Filmografie (Auswahl)
- 1968: Bill Bo und seine Kumpane – Roter Hein
- 1969: Urmel aus dem Eis – Schuhschnabel Schusch
- 1970: Kleiner König Kalle Wirsch  – Querro Trump
- 1971: 3:0 für die Bärte  – Admiral
- 1973: Wir Schildbürger – Ratsherr Muffel, Herr Fackeldey
- 1974: Kli-Kla-Klawitter – Klamotte
- 1974: Urmel spielt im Schloss – Schuhschnabel Schusch
- 1979: Wir warten aufs Christkind – Schuhschnabel Schusch, Roter Hein